# 18. juni
18. juni er dag 169 i året i den gregorianske kalender (dag 170 i skudår). Der er 196 dage tilbage af året.
Leontius dag. En from munk, der helbredte og omvendte kejser Vespasians tribun, Hypatius, der var sendt ud for at straffe kristne.

### Begivenheder
Født - Dødsfald
- 1329 - Kong Valdemar 3. udsteder et privilegium, der jævnstiller Køge med Roskilde med hensyn til toldfrihed og med stadsretten. Ligestillingen gælder dog ikke på Skånemarkedet.
- 1651 - Hannibal Sehested indrømmer i brev til kongen, at han har begået "misligheder" i administrationen.
- 1782 - Den sidste kendte heksebrænding i Europa går ud over Anna Göldi fra Glarus i Schweiz. I alt er mindst 40.000 kvinder blevet brændt på bålet under heksejagterne i Europa i det 16. og 17. århundrede.
- 1815 - Napoleon lider sit endelige nederlag ved Slaget ved Waterloo, da den engelske feltherre Wellington og den tyske generalfeltmarskal Gebhard von Blücher tilføjer den franske kejser det afgørende nederlag.
- 1817 - Waterloo Bridge i London åbner.
- 1821 - Der Freischütz, der betegner romantikkens gennembrud i tysk opera, af Carl Maria von Weber får premiere i Berlin.
- 1861 - Danmarks ældste dampskib, Hjejlen, som i dag opererer på Silkeborgsøerne, søsættes.
- 1940 - Adolf Hitler og Benito Mussolini mødes i München.
- 1953 - Egypten udråbes til republik. General Naguib bliver præsident.
- 1958 - Benjamin Brittens opera, Noye's Fludde, har premiere i Orfolk Church i Suffolk.
- 1955 - Justitsministeriet udsteder et cirkulære, der berettiger ugifte mødre og andre ugifte kvinder, til at få anført betegnelsen "frue" i deres pas.
- 1975 - Kong Faisals morder, prins Feisal henrettes offentligt i Riyadh, Saudi-Arabien.
- 1979 - I Wien underskriver USA's præsident Jimmy Carter og Sovjetunionens statschef Leonid Bresjnev "SALT II-aftalen" om reducering af kernevåbenarsenalerne.
- 1980 - Blues Brothers med Dan Aykroyd og John Belushi har premiere.
- 1983 - Astrofysikeren Sally Ride sendes ud i rummet på STS-7-missionen, med rumfærgen Challenger som den første amerikanske kvindelige astronaut.
- 1986 - Danmarks fodboldlandshold bliver slået ud af fodbold-VM i Mexico, da Spanien i 1/8-finalen vinder 5-1.
- 1989 - Ved den anden omgang af valget i Polen befæster Solidaritet sin stilling ved at erobre 7 pladser i det nye Senat - og har dermed 99 af de 100 pladser i Senatet.
- 1989 - I DBU's 100 års jubilæumsturnering vinder det danske fodboldlandshold i Idrætsparken 4-0 over Brasilien. Kampen er anfører Morten Olsens afskedskamp, og han scorer et af målene.
- 1995 - Ved lokalvalg i Frankrig erobrer Jean-Marie Le Pens Nationalister tre borgmesterposter i det sydlige Frankrig.

### Født
- 1826 - N.F. Ravn, dansk politiker og minister (død 1910).
- 1871 - Christen Lyngbo, dansk maler (død 1968).
- 1901 - Torkil Lauritzen, dansk skuespiller (død 1979).
- 1912 - Edith Oldrup, dansk operasangerinde (død 1999).
- 1914 - E.G. Marshall, amerikansk skuespiller (død 1998).
- 1917 - Erik Ortvad, dansk maler og tegner.
- 1918 - Jerome Karle, amerikansk kemiker (død 2013).
- 1918 - Franco Modigliani,italiensk-amerikansk økonom (død 2003).
- 1920 - Ian Carmichael, britisk skuespiller (død 2010).
- 1929 - Jürgen Habermas, tysk filosof og sociolog.
- 1934 – Torbjørn Yggeseth, norsk skihopper (død 2010).
- 1936 - Denny Hulme, newzealandsk racerkører (død 1992).
- 1936   - Peter Zobel, dansk jurist og direktør (død 2017).
- 1936   - Ronald Venetiaan, Præsident for Surinam.
- 1942 - Paul McCartney, engelsk sanger, sangskriver og komponist.
- 1942   - Thabo Mbeki, sydafrikansk præsident.
- 1945 - Anne Wivel, dansk filminstruktør.
- 1946 - Fabio Capello, italiensk fodboldtræner og manager for det engelske fodboldlandshold.
- 1949 - Lech Kaczyński, polsk jurist og præsident (død 2010).
- 1949   - Jarosław Kaczyński, polsk jurist og politiker.
- 1953 - Birgitte Bruun, dansk skuespillerinde.
- 1961 - Alison Moyet, engelsk sangerinde.
- 1963 - Dizzy Reed,(Darren Arthur Reed) amerikansk musikere, medlem af rockbandet Guns N' Roses
- 1963 - Wataru Yoshizumi, japansk mangaka.
- 1973 - Jokeren (Jesper Dahl), dansk rapper.
- 1977 - Kaja Kallas, estisk politiker.
- 1989 - Pierre-Emerick Aubameyang, gabonesisk fodboldspiller.

### Dødsfald
- 1928 - Roald Amundsen, norsk opdagelsesrejsende (født 1872).
- 1936 - Maksim Gorkij, russisk forfatter (født 1868).
- 1980 - Torben Anton Svendsen, dansk filminstruktør (født 1904).
- 1982 - Curd Jürgens, tysk skuespiller (født 1915).
- 1994 - Carlo Panduro, dansk direktør og grundlægger (født 1914).
- 1998 - Peer Gregaard, dansk teaterleder (født 1913).
- 1998 - Birger Jensen, dansk skuespiller (født 1945).
- 2005 - Nanna Ditzel, dansk designer (født 1923).
- 2015 - Poul Hoffmann, dansk forfatter (født 1928).
- 2018 - XXXTentacion, amerikansk kunstner (født 1998).
- 2020 - Vera Lynn, britisk sangerinde (født 1917).
- 2022 - Uffe Ellemann-Jensen, dansk politiker (født 1941).

|  | Denne datoartikel kan blive bedre, hvis der indsættes et (bedre) billede Du kan hjælpe ved at afsøge Wikimedia Commons for et passende billede eller uploade et godt billede til Wikimedia Commons iht. de tilladte licenser og indsætte det i artiklen. |